# Arthur Eisenmenger
Arthur Eisenmenger (* 20. Oktober 1914 in Basel (Schweiz); † 19. Februar 2002 Eislingen/Fils) war ein Chef-Grafiker der Europäischen Gemeinschaft (EG). Er gab zu Protokoll, der Urheber des Eurozeichens (€) zu sein.

Proportionsanforderungen an die CE-Kennzeichnung

Das Euro-Symbol

## Leben und Wirken
Eisenmenger wuchs in Schwaben auf und studierte Kunst. Während der Berliner Luftbrücke halfen seine grafischen Darstellungen der aufwendigen Luftoperationen dem US-General Lucius D. Clay, den Erfolg der Versorgungsflüge in den abgeriegelten Westteil der Stadt zu sichern. Eisenmenger machte als Beamter im Amt für amtliche Veröffentlichungen, einer EG-Behörde in Luxemburg, Karriere. Dort leitete er vor seinem Ruhestand die Grafikabteilung. Während seiner beruflichen Tätigkeit entwarf er nach eigener Darstellung unter anderem das CE-Symbol sowie die blaue EU-Flagge mit weißem Sternenkranz.
Eisenmenger gab kurz bevor er 1974/75 in Rente ging zu Protokoll, das Signet entworfen zu haben, welches heute als Währungssymbol für den Euro bekannt ist. Die Europäische Kommission erklärte demgegenüber, das Eurozeichen sei von einem vierköpfigen, namentlich nicht genannten Team entwickelt worden.
Für seine Verdienste um die europäische Einigung wurde dem CDU-Mitglied Eisenmenger 1999 auf Initiative des Europaabgeordneten Rainer Wieland die Robert-Schuman-Medaille der EVP/ED-Fraktion des Europäischen Parlamentes verliehen.
Eisenmenger war verheiratet. Er lebte zuletzt in Eislingen/Fils.